# Aeroportul Utilitar Timișoara
Aeroportul Utilitar Timișoara este un aeroport situat în partea de Nord-Vest a municipiului Timișoara. Este cunoscut și sub numele de Aerodromul Cioca
sau, uneori, Aerodromul Timișoara-Vest. 
Aerodromul a fost construit în perioada interbelică, ca aeroport al orașului Timișoara. A fost utilizat de LARES, Aviasan, iar între 1941-1944 și de Luftwaffe.

## Actual și perspective
În prezent, terenul pe care este situat aeroportul aparține Consiliului Județean Timiș, iar clădirile aferente sunt în proprietatea Consiliului Local Timișoara. Există planuri de modernizare a acestui aeroport, pentru a completa Aeroportul Internațional Timișoara. Este preconizat să găzduiască aviația utilitară, un aeroclub, iar după amenajarea unei piste să poată primi chiar avioane de pasageri. Fiind relativ aproape de spitalul municipal (în 2010 în construcție) ar putea servi ca eliport pentru acesta.
Aeroportul este accesibil din Timișoara cu ajutorul liniei de autobuz R.A.T.T. Expres 6 cu plecare din Piața Consiliul Europei. Totodată accesul se poate face și cu autovehicule, aeroportul fiind situat pe Calea Torontalului (DN6), la 3 km de Timișoara.

## Mitinguri aeriene
Aeroportul este cunoscut pentru mitingurile aviatice organizate de Consiliul Județean Timiș, care au loc aici.
Mitingul din 2006
În 2006, cu ocazia împlinirii a 100 ani de la primul zbor mecanic și a 70 ani de activitate neîntreruptă de zbor pe aerodromul aviației utilitare din Timișoara, a avut loc prima ediție a mitingului aviatic de la Aerodromul Timișoara-Vest (Cioca).
Mitingul din 1 septembrie 2007
Ediția a doua a mitingului a avut loc în 1 septembrie 2007, la miting participând piloți și parașutiști de la Școala Superioară de Aviație și echipaje din Ungaria.
La miting au avut loc o vânătoare de baloane de către două avioane ZLIN 526, evoluții ale unor aparate ultraușoare și a două elicoptere.
Mitingul din 6 septembrie 2008
În 5 septembrie 2008, în organizarea Consiliul Județean Timiș împreună cu Aeroclubul României și Aviația Utilitară a avut loc cea de a treia ediție a mitingului aviatic de la Cioca.
La miting au participat Lotul Național de Acrobație Aeriană ("Hawks of Romania"), Lotul Național de Parașutism Român alături de alte echipe din Serbia, Ungaria și Austria. Au evoluat avioane de acrobație de tip Extra 300L, și avioane IAR 46, Zlin 526, Cessna 172N Skyhawk, Ultralight TL96 Star, Ulm Pipistrel Și Festival. Parașutiștii au fost lansați din avioane AN 2, iar planoarele cu un avion PZL 104.
Mitingul din 2-5 septembrie 2009
Nu s-a ținut, din cauza lipsei fondurilor. Între datele 2-5 septembrie trebuia să se desfășoare Cupa Carpathica la baloane cu aer cald, iar în 5 septembrie cea de a patra ediție a mitingului aviatic.
Mitingul din 11-12 iunie 2010
A patra ediție a mitingului aviatic a avut loc în 11-12 iunie 2010, în cadrul manifestării „Zilele Euroregiunii Dunărea-Criș-Mureș-Tisa”. Vineri, 11 iunie, s-a desfășurat Campionatul Național de aeronave ultraușoare motorizate dotat cu „Cupa Aerobanat”. Sâmbătă, 12 iunie, au evoluat piloții lotul național de acrobație și parașutiștii.

Aspecte de la mitingul aerian din 6 septembrie 2008
IAR 330 Puma MEDEVAC
Cessna 172N Skyhawk la hangar
Ultraușor TL96 Star, în spate AN 2
Mihai Dobre („Țone”) cu Extra 300L YR-EWD
Evoluție a "Hawks of Romania"